# Ella, elle l'a
Ella, elle l'a ("Ella, zij heeft het") is een hitsingle van France Gall.
Het nummer werd geschreven door Michel Berger en is een hommage aan Ella Fitzgerald (1917-1996). Gall bracht het uit op single in 1987 en had er in Oostenrijk en Duitsland een nummer 1-hit mee. In Frankrijk haalde het nummer de tweede plaats in de hitlijst, in de Nederlandse Top 40 kwam deze single niet verder dan de 30e plaats. De single komt van het album Babacar.

## Covers
Het nummer is later ook gezongen door Alizée. In 2008 bracht de Belgische zangeres Kate Ryan er ook een eigen (uptempo-)eurodance-versie van uit, die de tweede plaats in de Nederlandse Top 40 bereikte. In Spanje stond het zelfs wekenlang op nummer 1.